# USS Duncan (FFG-10)
USS Duncan (FFG-10) – czwarta amerykańska fregata rakietowa z serii okrętów typu Oliver Hazard Perry. Jednostkę nazwano imieniem wiceadmirała Donalda B. Duncana (1896–1975). W kwietniu 1999 roku została sprzedana do Turcji jako źródło części zamiennych dla ośmiu jednostek tego samego typu, eksploatowanych w Türk Deniz Kuvvetleri. Okręt został zatopiony w czasie ćwiczeń floty, odbywających się w dniach 2 – 5 października 2017 roku na wodach Morza Czarnego, torpedą wystrzeloną przez jeden z tureckich okrętów podwodnych.